# Musée de la Nature de Gozo
Le Musée de la Nature de Gozo (Gozo Nature Museum, anciennement Natural Science Museum en anglais) est situé à Rabat, sur l'île de Gozo (Malte), à l'intérieur de la cité fortifiée.

## Histoire
Le musée est ouvert au public depuis 1991. Il est situé à l'intérieur de la citadelle dans un groupe de maisons anciennes, une partie était une auberge ouverte en 1495, une autre partie date du XVIIe siècle.
Pendant longtemps, le bâtiment fut utilisé comme auberge. Elle est d'ailleurs citée dans le Guide pour les visiteurs de Malte de Thomas McGill en 1839 comme « excellente, offrant des lits propres et confortables et des dîners à prix raisonnable ».
Au cours de la Seconde Guerre mondiale, le bâtiment sert de refuge pendant les bombardements aériens.

## Contenu
La collection du musée est répartie sur deux étages et un jardin :

### Rez-de-chaussée
Le rez-de-chaussée comprend les sections sur la géologie, l'évolution humaine et animale et la vie marine. La géologie de l'île de Gozo est présentée avec les organismes marins fossiles du sol de Gozo, datant d'entre 5 et 35 millions d'années, et des fragments d'ossements fossiles des îles maltaises.
Une collection de minéraux provient de la donation du Dr Lewis Mizzi, minéralogiste et avocat de Gozo.
À noter la présence d'un échantillon de sol lunaire qui a été ramené par l'équipage d'Apollo 11 lors du premier alunissage, et offert en 1973 par le président américain Richard Nixon. À noter qu'il s'agit désormais du seul échantillon maltais depuis le vol en 2004 de l'autre exemplaire dans le Musée national des sciences naturelles de Malte de Mdina.

### Étage supérieur
L'étage supérieur est consacré à la faune, la flore et les écosystèmes de l'archipel maltais, en particulier de Gozo. La salle d'entomologie montre une collection d'insectes exotiques et locaux. On peut y voir un spécimen de Cynomorium coccineum, ingrédient important dans l'ancienne pharmacopée de la Sacra Infermeria, qui poussait en particulier sur le Fungus Rock.

### Jardin
Un petit jardin à l'arrière du musée est dédié à la flore de la garrigue gozitane typique. On peut y observer des spécimens de plantes indigènes, dont la Centaurée de Malte, la plante nationale maltaise.

## Sources
- (en) Cet article est partiellement ou en totalité issu de l’article de Wikipédia en anglais intitulé « Natural Science Museum » (voir la liste des auteurs).